# Mîlciîți, Horodok
Mîlciîți (în ucraineană Мильчиці) este localitatea de reședință a comunei Mîlciîți din raionul Horodok, regiunea Liov, Ucraina.

## Demografie
Componența lingvistică a localității Mîlciîți
     Ucraineană (100%)
Conform recensământului din 2001, toată populația localității Mîlciîți era vorbitoare de ucraineană (100%).